# Monilea chiliarches
Monilea chiliarches is een slakkensoort uit de familie van de Trochidae. De wetenschappelijke naam van de soort is voor het eerst geldig gepubliceerd in 1910 door Melvill.